# Волкова Катерина Юріївна
Катерина Юріївна Волкова (16 березня 1974, Томськ, СРСР) — російська акторка.
Народилася 16 березня 1974 року Томськ.

## Вибіркова фільмографія
- Східний роман (1992)
- Живий (2006)

## Особисте життя
Колишній чоловік — російський політичний діяч, письменник, публіцист Едуард Лимонов (1943-2020).

## Громадянська позиція
Брала участь в акціях протесту на Болотній площі.
Під час Євромайдану знімалась в Києві. Разом зі своїми українськими друзями перебувала на Майдані і повністю підтримувала їх, підспівувала гімн України. Заявила, що підтримує і розуміє український народ.